# ケイバどーも!
『ケイバどーも!』は2019年1月8日から2023年3月28日までグリーンチャンネルで放送されていた競馬バラエティ番組である。

## 概要
基は2018年まで、『地・中・海ケイバモード』と題し、中央競馬の他、地方競馬、海外競馬を含めた総合的な競馬情報番組だったが、2019年から中央競馬の情報に特化した内容としてリニューアルを果たした。番組名の由来も前身の番組名に由来している。
なお、地方競馬についてはアタック!地方競馬、海外競馬についてはGo Racing!に引き継がれることになった。
番組のテーマは「競馬に感謝の気持ちを込めて!」。競馬をこよなく愛する視聴者に向けて、中央競馬にまつわる様々なトピックスを紹介する番組であった。
2020年4月14日よりCOVID-19の影響で放送休止となったが、6月2日より再開している。スタジオ出演はメインキャスターの伊藤のみで、アシスタントの駒澤は別室での出演、コメンテーターの久光・乗峯の2名はSkypeを利用したリモート出演となっていた。
2023年3月28日の放送をもって番組は終了となった。後番組としては福原直英司会による『競馬ブロス』が翌週4月4日よりスタートした。

## 放送日時
- 初回　火曜日22:00-23:00（初回放送）
- 再放送　水曜日1:00-2:00（火曜深夜）、木曜日1:00-2:00（水曜深夜）他随時

## 出演者
- メインキャスター　伊藤政昭（フリーアナウンサー　中央競馬全レース中継・日曜午後の部MC）
- アシスタント　駒澤清華（タレント　グリーンチャンネル地方競馬中継平日版MC・2020年～）
- コメンテーター　久光匡治（優馬トラックマン）、乗峯栄一（作家・競馬ライター）

過去の出演者
- 長尾真実（タレント、2019年）

## 主なコーナー
- 1週間のトピックス・重賞回顧
- 今週の重賞展望・視聴者参加Pick3
- 特集
- 久光まさファイル・トレジャー（『-ケイバモード』時代の「久光まさファイル」のバージョンアップ版。以前は「久光まさファイル・ハイパー」と称していた）。
- キヨカのD（当週に行われるダートグレード競走の展望。MCの駒澤が「グリーンチャンネル地方競馬中継」のMCを行っていることから）
- 須田鷹雄の今日は何の日
- 楠瀬良博士の馬クイズ
- 栗山求の新種牡馬大辞典
- 乗峯栄一が唸ったケイバ書籍
- ケイバアーカイブ
- みんなの日記
- まみ日記
- トレセン便り（美浦編・栗東編）
- 乗峯栄一の複勝ころがし
- 乗峯栄一の馬の名は（馬名を用いた大喜利で視聴者からの投稿にて構成）
- 乗峯食堂
- 乗峯反省会
- ひさみっつ
- コマザワイド
- 曜日対抗どーも選手権
- おふくろ、もう一杯